# Trinux
Trinux és una distribució compacta de Linux que es pot emmagatzemar en menys de tres discs flexibles, que inclou un disc d'inici i dos de suport. Trinux s'utilitza generalment com a sistema d'emergència per a ordinadors, especialment per analitzar problemes de xarxa. Un avantatge del Trinux és els pocs requeriments que té de sistema ((4 Mo de RAM a disc dur IDE). Trinux pot iniciar amb un disc flexible, una memòria USB o un CD.
Trinux no té interfície gràfica i és dissenyat per a administradors de sistemes per entorn de comandes. Les eines més importants que inclou és el programari nmap, escànners de ports, eines de xarxa, programari de còpies de seguretat i altre programari de seguretat. Trinux programari gratuït i és disponible sota llicència GPL. Trinux es va desenvolupar entre el 1998 i el 2003. El successor de Trinux és Ubuntutrinux.